# Simon Baron-Cohen
Pour les articles homonymes, voir Baron, Cohen et Baron-Cohen.
Simon Baron-Cohen, né le 15 août 1958 à Londres, est un psychologue évolutionniste britannique.
Simon Baron-Cohen est professeur de psychopathologie du développement dans les départements de psychiatrie et de psychologie expérimentale à l'université de Cambridge au Royaume-Uni. Il y dirige le Centre de recherche sur l'autisme. Il est également fellow au Trinity College et membre de la British Academy.
Simon Baron-Cohen est connu pour ses travaux sur l'autisme, notamment sa première théorie que l'autisme comporte, à divers degrés, une cécité ou un retard dans le développement de la théorie de l'esprit, et sa théorie ultérieure que l'autisme est une forme extrême du « cerveau masculin », qui entraîne une re-conceptualisation des différences psychologiques entre les sexes en termes d'empathie et de systématisation. Cette théorie a été confirmée par l'auteur en novembre 2018 via une étude portant sur un peu plus de 670 000 personnes au Royaume-Uni. Il a été anobli par la Reine d'Angleterre Elisabeth II pendant les honneurs de 2021 et a reçu un titre de chevalier (Sir).

## Vie privée
Simon Baron-Cohen a quatre frères et sœurs : Ash Baron Cohen (en), Dan Baron Cohen (en), Suzannah Baron Cohen, Aliza Baron Cohen. Il est le père de trois enfants dont l'ainé est le réalisateur de films Sam Baron.
L'acteur et comédien Sacha Baron Cohen est son cousin germain.

## Recherches
Simon Baron-Cohen est corédacteur en chef du journal Molecular Autism (en).

### Travaux fondateurs
Dans le cadre de la fin de ses études au University College London sous la supervision de Uta Frith, Simon Baron-Cohen est coauteur de la première étude démontrant que les enfants autistes ont des retards dans le développement de la théorie de l'esprit.
Ses recherches au cours des dix années suivantes ont ajouté de nombreux éléments de preuve à cette théorie, qui se traduisent dans deux ouvrages (Understanding Other Minds 1993 et 2000).
Son groupe de recherche a lié l'origine du déficit à un trouble de l'attention conjointe (Brit J. Psychol Dev, 1987) et a démontré que l'absence d'attention conjointe à l'âge de dix-huit mois est un prédicteur de l'autisme (Brit. J. Psychiatry, 1992, 1996). En se fondant sur ces constatations et d'autres, il a proposé un modèle de développement de la « cognition sociale » dans sa monographie (Mindblindness 1995), ouvrage largement cité. Baron-Cohen a également effectué des travaux d'imagerie cérébrale sur les cerveaux des autistes. Ces études ont fait ressortir des différences entre les participants typiques et les autistes dans le cortex orbito-frontal et l'amygdale (Euro. J. Neuroscience, 1999), ce qui a conduit à la théorie amygdalienne de l'autisme (Neurosci. Behav. Rev. 2000).

### Théorie de l'empathisation-systémisation
À la fin des années 1990, Simon Baron-Cohen a formulé l'hypothèse que les différences de sexe peuvent fournir une compréhension neurobiologique et psychologique de l'autisme. La théorie propose que l'autisme est un cas extrême du cerveau masculin (J. Neurosci Cog, 1997 ; TICS, 2002). Cela a conduit à situer la théorie de l'esprit dans le domaine plus large de l'empathie et à l'élaboration d'une nouvelle construction, la notion de systémisation. La théorie du cerveau hypermasculin (extreme male brain, EMB) conçoit l'autisme comme s'inscrivant dans un continuum au sein de la population générale. Baron-Cohen propose que la cause de l'autisme au niveau biologique serait une hyper-masculinisation. Cette hypothèse postule que certaines caractéristiques de l'autisme (« obsessions », comportements répétitifs, auparavant considérées comme « sans objet ») sont téléologiques : ce sont des signes d'une hyper-systémisation — d'une autre manière de penser. Il a écrit un livre pour le public sur le sujet des différences de sexe et leur lien avec l'autisme (The Essential Difference 2003).
Simon Baron-Cohen a lancé le Cambridge Longitudinal Foetal Testosterone (FT) Project, un programme de recherche suivant des enfants de mères qui avaient subi une amniocentèse. Cette approche visait à étudier les effets des différences individuelles de testostérone dans le développement de l'enfant. Cette analyse a montré que la testostérone fœtale est corrélée négativement avec le développement social et la langue et est positivement corrélée avec le souci du détail et un certain nombre de traits autistiques. Son travail l'a conduit à tester l'hyper-masculinisation dans l'autisme au niveau psychométrique et dans la neurobiologie du développement (Science, 2005). Le rôle de la testostérone fœtale dans l'autisme reste encore à déterminer dans les cas cliniques, mais a reçu un certain appui de la découverte récente par le laboratoire de Baron-Cohen de gènes liés aux androgènes associés à des traits autistiques, à l'empathie et au syndrome d'Asperger.
Simon Baron-Cohen a développé un logiciel pour l'éducation à la théorie de l'esprit et une série d'animation visant à enseigner aux enfants autistes à reconnaître et à comprendre les émotions (The transporters (en)) qui ont été validés scientifiquement comme favorisant l'apprentissage émotionnel et social dans l'autisme. Le travail de Baron-Cohen a été adapté à l'intervention clinique dans un ouvrage (Apprendre aux enfants autistes à comprendre la pensée des autres 1997).

### Synesthésie
Simon Baron-Cohen a travaillé sur un autre sujet : la synesthésie, un phénomène neurologique dans lequel une sensation au travers d'une modalité (par exemple, de l'ouïe) déclenche une perception via une autre modalité (par exemple, la vue). Ses collègues et lui ont été les premiers à développer le test de l'authenticité (Perception, 1987) et suggèrent que la synesthésie est le résultat d'une rupture de la modularité (Perception, 1993). D'autres travaux ont confirmé l'existence de la synesthésie en utilisant la neuro-imagerie (Brain, 1995) et ont établi qu'il s'agit d'un « état » héréditaire.

### Autres travaux
En août 2020 est publiée une étude qu'il a co-dirigée, à propos du développement prénatal du cerveau des personnes autistes. Ses résultats suggèrent que le développement cérébral des embryons autistes se distingue de celui des embryons non-autistes dès le 9e jour de la gestation, en particulier pour ce qui concerne le développement des rosettes neuronales (qui ne se développent pas, ou sont plus petites chez les embryons autistes).

## Prises de position
Simon Baron-Cohen plaide, lors de l’International Meeting for Autism Research en 2015, pour re-nommer l'entité clinique décrite comme « Trouble du spectre de l'autisme » (en anglais autism spectrum disorder) en « Condition du spectre de l'autisme » (en anglais : autism spectrum condition), de manière que le fonctionnement autistique ne soit plus pathologisé comme étant un « trouble » source de souffrances, il précise à ce propos qu'« il est peut-être temps de prendre en considération l'effet émotionnel et social du langage conventionnel utilisé pour décrire l'autisme ».
En octobre 2019, il défend le concept de neurodiversité, et déclare que « tous les types de cerveaux sont normaux », durant une interview accordée au Guardian. En 2020, commentant les résultats de son étude du développement cérébral des embryons autistes, il déclare que « la recherche fondamentale sur les différences entre l'autisme et le cerveau typique au stade prénatal ne vise [pas] à prévenir, éradiquer ou guérir l'autisme […] nos valeurs sont claires : nous nous opposons à l'eugénisme et nous valorisons la neurodiversité ».

### Livres traduits en français
- Simon Baron-Cohen (trad. de l'anglais par Jacqueline Nadel, François Lefebvre), La Cécité mentale : un essai sur l'autisme et la théorie de l'esprit [« Mindblindness : an essay on autism and theory of mind »], Presses universitaires de Grenoble, coll. « Sciences et technologies de la connaissance », 1998, 171 p. (ISBN 978-2-7061-0810-5).
- Patricia Howlin, Simon Baron-Cohen, Julie Hadwin (trad. de l'anglais par Emmanuelle Chambres, Patrick Chambres), Apprendre aux enfants autistes à comprendre la pensée des autres [« Teaching Children with Autism to Mind-Read: A Practical Guide for Teachers and Parents »], Bruxelles, De Boeck, coll. « Questions de personne », 2010, 316 p. (ISBN 978-2-8041-3755-7).

### Livres en anglais
- (en) Simon Baron-Cohen, Mindblindness : An Essay on Autism & Theory of Mind Broché, MIT Press, coll. « Bradford Books », 1997, 192 p. (ISBN 978-0-262-52225-0, lire en ligne).
- (en) Simon Baron-Cohen, The Essential Difference : The Truth About the Male and Female Brain and The Truth About Autism, Perseus Books Group, 2003, 271 p. (ISBN 978-0-7382-0844-2).
- (en) Simon Baron-Cohen, The Science of Evil : On Empathy and the Origins of Cruelty, New York, Basic Civitas Books, 2012, 272 p. (ISBN 978-0-465-03142-9).
- (en) Simon Baron-Cohen, Zero Degrees of Empathy : A New Theory of Human Cruelty and Kindness, Penguin, 2012, 208 p. (ISBN 978-0-14-101796-9).
- (en) Simon Baron-Cohen, Michael Lombardo, Helen Tager-Flusberg (eds), Understanding Other Minds : Perspectives from developmental social neuroscience, Oxford University Press, 2013, 520 p. (ISBN 978-0-19-969297-2, lire en ligne).

### Articles
- (en) Baron-Cohen, S., Ring, H., Wheelwright, S., Bullmore, E., Brammer, M., Simmons, A et Williams, S., « Social intelligence in the normal and autistic brain: an fMRI study », European Journal of Neuroscience (en), vol. 11,‎ 1999, p. 1891-1898.
- (en) Cox, A., Klein, K., Baird, G., Swettenham, J., Nightingale, N., Drew, A. et Baron-Cohen, S., « Autism spectrum disorders at 20 and 42 months of age: stability of clinical and ADI-R diagnosis », Journal of Child Psychology and Psychiatry (en), vol. 40,‎ 1999, p. 719-732.
- (en) Ring, H., Baron-Cohen, S., Williams, S., Wheelwright, S., Bullmore, E., Brammer, M. et Andrew, C., « Cerebral correlates of preserved cognitive skills in autism. A functional MRI study of Embedded Figures Task performance », Brain, vol. 122,‎ 1999, p. 1305-1315.
- (en) Baird, G., Cox, A., Charman, T., Baron-Cohen, S., Swettenham, J., Wheelwright, S. et Drew, A., « A screening instrument for autism at 18 months of age: A six year follow-up study. », Journal of the American Academy of Child and Adolescent Psychiatry (en), vol. 39,‎ 2000, p. 694-702.
- (en) Baron-Cohen, S., Ring, H., Bullmore, E. (en), Wheelwright, S., Ashwin, C. et Williams, S, « The amygdala theory of autism », Neuroscience and Behavioural Reviews (en), vol. 24,‎ 2000, p. 355-364.
- (en) Baird, G., Charman, T., Cox, A., Baron-Cohen, S., Swettenham, J., Wheelwright, S. et Drew, A., « Screening and surveillance for autism and pervasive developmental disorders », Archives of Disease in Childhood (en), vol. 84,‎ 2001, p. 468-475.
- (en) Adolphs, R., Baron-Cohen, S. et Tranel, D., « Impaired Recognition of Social Emotions Following Amygdala Damage », Journal of Cognitive Neuroscience (en), vol. 14, no 8,‎ 2002, p. 1-11.
- (en) Baron-Cohen, S., « The extreme male brain theory of autism », Trends in Cognitive Sciences (en), vol. 6,‎ 2002, p. 248-254.
- (en) Lutchmaya, S., Baron-Cohen, S. et Raggatt, P., « Foetal testosterone and vocabulary size in 18 and 24 month old infants », Infant Behaviour and Development, vol. 24, no 4,‎ 2002, p. 418-424.
- (en) Lutchmaya, S., Baron-Cohen, S. et Raggatt, P., « Foetal testosterone and eye contact in 12-month-old infants », Infant Behaviour and Development, vol. 25,‎ 2002, p. 327-335.
- (en) Baron-Cohen, S., Richler, J., Bisarya, D., Gurunathan, N. et Wheelwright, S., « The Systemising Quotient (SQ): An investigation of adults with Asperger Syndrome or High Functioning Autism and normal sex differences », Philosophical Transactions of the Royal Society, Series B. Special issue on « Autism : Mind and Brain », vol. 358,‎ 2003, p. 361-374.
- (en) Shaw, P., Lawrence E., Baron-Cohen, S. et David, A S., « Role of the amgydala in social sensitivity », Annals NY Academy of Science, vol. 985,‎ 2003, p. 508-510.
- (en) Stone, V., Baron-Cohen, S., Young, A., Calder, A. et Keane, J., « Acquired theory of mind impairments in individuals with bilateral amygdala lesions », Neuropsychologia (en), vol. 41,‎ 2003, p. 209-220.
- (en) Baron-Cohen, S. et Wheelwright, S., « The Empathy Quotient (EQ). An investigation of adults with Asperger Syndrome or High Functioning Autism, and normal sex differences », Journal of Autism and Developmental Disorders, vol. 34,‎ 2004, p. 163-175.
- (en) Knickmeyer, R., Baron-Cohen, S., Hines, M. et Raggatt, P., « Foetal testosterone, social relationships, and restricted interests in children », Journal of Child Psychology & Psychiatry (en), vol. 45,‎ 2004, p. 1-13.
- (en) Lutchmaya, S., Baron-Cohen, S., Raggatt, P. et Manning, J. T., « Maternal 2nd to 4th digit ratios and foetal testosterone », Early Human Development (en), vol. 77,‎ 2004, p. 23-28.
- (en) Lawrence, E. J., Shaw, P., Baker, D., Baron-Cohen, S. et David, A. S., « Measuring Empathy – reliability and validity of the Empathy Quotient », Psychological Medicine (en), vol. 34,‎ 2004, p. 911-919.
- (en) Lawson, John, Baron-Cohen, Simon et Wheelwright, Sally, « Empathizing and systemizing in adults with and without Asperger Syndrome », Journal of Autism and Developmental Disorders, vol. 34,‎ 2004, p. 301-310.